# 西地修哉
西地修哉（日语：／ Nishiji Shūya，1981年1月14日—），日本男演員、配音員。Herring Bone所屬。出身於高知縣。身高166.5cm。O型血。

## 人物
1998年自高知移居東京，2000年加入花鳥風月劇團。
2008年，創立726劇團。
興趣：閱讀、看電影、聽音樂、飼養熱帶魚等。特長：籃球、自彈自唱、的模仿等。

## 演出
粗體字表示主要角色。

### 電視動畫
2013年
- 有頂天家族（2013年—2017年，金閣[4][5]）2系列[系列 1]

2014年
- 白箱（本田豐[6]）

2015年
- 偶像大師 灰姑娘女孩（活動店員、導演、攝影師、節目總監）
- 決鬥大師VSR（諾佐金）

2016年
- 春&夏事件簿 ～春太與千夏的青春～（名越俊也）

2017年
- 青之驅魔師 京都不淨王篇（防禦力最高的牢房）
- 櫻花任務（攝影師）

2018年
- 來玩遊戲吧（外星人）

2020年
- 異獸魔都（野）

2022年
- Estab-Life Great Escape八郎[7]）

2024年
- 終末的火車前往何方？（罪惡感的結塊）

2025年
- 中禪寺老師妖怪講義錄 解謎就交給老師。（關口巽[8]）

### 電影動畫
- 劇場版 白箱（2020年，本田豐[9]）

### 網路動畫
- 怪物彈珠（2017年，聖·卡摩梅諾）

### 遊戲
- 碧藍幻想（2014年—2022年，帕維達[10]）
- 怪物彈珠（2017年，聖·卡摩梅諾）
- 東京放學後召喚師（日语：東京放課後サモナーズ）（2024年—2025年，希波呂托斯[11]、波希米亞[12]）

### 電影
- 超人力霸王高斯VS超人力霸王正義 THE FINAL BATTLE

### 電視劇
- 週一推理劇場「十津川警部系列27 九州特急殺人事件」
- 開台45週年紀念特別電視劇「失去城堡的人」
- 超異象之謎
- 卡斯提拉的滋味（日语：かすてぃら 僕と親父の一番長い日#テレビドラマ）
- 夏目漱石之妻（2016年）—松根東洋城（日语：松根東洋城）

### 電視節目
- 超人氣法律諮詢事務所（重現）
- 特命調查200X（日语：特命リサーチ200X）（重現）
- 美麗的巨人（重現）
- （重現）

### 非戲院首映
- 戰鬥職業彈珠集團 梁山泊2
- 戰鬥職業彈珠軍團 梁山泊4

### 廣告
- 廣告海報
  - NTTDoCoMo「505i（日语：Mova#505i）」
  - 家庭教師TRY（日语：家庭教師のトライ）
- 金屬海報
  - RECRUIT

## 腳註

## 外部連結
- 西地修哉｜Herring Bone （日語）
- 西地修哉 Official Web Site （日語）—西地修哉的官方個人網站。
- 西地修哉的X（前Twitter） （日語）